# Деварайя II Сангама
Деварайя II Сангама (? — 1446) — махараджахираджа (царь царей) Виджаянагарской империи с 1423 года.

## Биография
Происходил из династии Сангама. После смерти своего отца Буккараи III в 1423 году занял трон. 
В том же году подвергся нападению со стороны Ахмед-шаха, султана Бахмани. Его земли были опустошены, однако Деварайя II выдержал осаду в Виджаянагаре. В итоге он заключил мир с султаном, выплатив тому дань.
Отразив нападение врага, он решил начать походы против врагов на северо-востоке полуострова. В 1427 году вторгся в Ориссу, где одолел род Гаджапати, в 1432 году сумел разбить род Кондавиду, захватив его земли. В 1436 и 1441 годах пытался покорить государство Редди (вдоль Бенгальского залива в Андхра-Прадеше).
После смерти в 1435 году своего врага султана Ахмед-шаха правитель Виджаянагара начал активную внешнюю политику на северо-западе. В 1436 году он сумел отразить от бахманидов крепость Мудгал. Одновременно провёл реформу конницы, принял на службу мусульман, предоставив им джагиры (феодальные владения).
После этого в 1443 году начал новую войну против Бахманидского султаната, пытаясь захватить Райчурскую долину. Сначала Деварайя II добился некоторого успеха, но вскоре султан Ала-уд-дин Ахмед нанёс поражение виджаянагарским войскам и заставил их отступить от Райчура.
Неудачи в этом направлении побудили махараджахираджу возобновить наступление на юге. Была покорена область Керала, а раджи городов Малабарского побережья признали себя его вассалами. Не менее успешным был поход на остров Шри-Ланка, где Деварайя II добился выплаты ему значительной дани. Вскоре фактически весь юг Индостана оказался под его властью. При этом были установлены дружеские и торговые отношения с государствами Пегу и Ава (современная Мьянма).
Наряду с военными походами Деварайя II уделял значительное внимание развитию экономики и наполнению государственной казны. Кроме развития сельского хозяйства и устройства умеренного размера взимаемых налогов, большое значение уделялось улучшению внешней торговли. Для этого махараджахираджей была введена должность особого чиновника, который занимался именно этим вопросом.
После смерти в 1446 году Деварайи II трон империи унаследовал его сын Вира Деварайя.

## Творчество
Деварайя II был покровителем науки, искусства и литературы. В это время быстрыми темпами развивалась столица империи, возводились многочисленные индуистские храмы и даже мечети. При дворе правителя творили поэты и писатели. Сам махараджахираджа способствовал развитию литературного языка каннада. Он был также поэтом и писателем. Самым известным его произведением является сборник романтических историй «Собагина Соне» в форме бесед автора со своей супругой.